# Jared Rhoden
Matthew Jared Rhoden (Baldwin, Nueva York; 27 de agosto de 1999) es un baloncestista estadounidense que pertenece a la plantilla de los Toronto Raptors de la NBA, con un contrato dual que le permite jugar además en su filial de la G League, los Raptors 905]]. Con 1,96 metros de estatura, juega en la posición de escolta o de alero.

## Trayectoria deportiva

### Universidad
Jugó cuatro temporadas con los Pirates de la Universidad Seton Hall, en las que promedió 10,4 puntos, 5,5 rebotes, 1,1 asistencias y 1,0 robos de balón por partido. En su última temporada fue incluido en el mejor quinteto de la Big East Conference.

#### Estadísticas
| Año     | Equipo     | PJ  | PT | MPP  | %TC  | %3P  | %TL  | RPP | APP | ROB | TPP | PPP  |
| ------- | ---------- | --- | -- | ---- | ---- | ---- | ---- | --- | --- | --- | --- | ---- |
| 2018–19 | Seton Hall | 34  | 0  | 12.8 | .342 | .246 | .568 | 2.6 | .4  | .5  | .3  | 3.4  |
| 2019–20 | Seton Hall | 30  | 15 | 25.7 | .441 | .337 | .623 | 6.4 | 1.1 | 1.2 | .3  | 9.1  |
| 2020–21 | Seton Hall | 27  | 27 | 34.6 | .429 | .303 | .833 | 6.7 | 1.9 | 1.2 | .4  | 14.9 |
| 2021–22 | Seton Hall | 31  | 30 | 33.1 | .390 | .336 | .803 | 6.7 | 1.2 | 1.2 | .6  | 15.5 |
| Total'  | Total'     | 122 | 72 | 26.0 | .407 | .312 | .754 | 5.5 | 1.1 | 1.0 | .4  | 10.4 |

### Profesional
Tras no ser elegido en el Draft de la NBA de 2022, el 2 de agosto firmó contrato con los Portland Trail Blazers, pero fue despedido antes del comienzo de la temporada.
El 4 de noviembre fue incluido en la plantilla final de los College Park Skyhawks de la G League. Allí disputó la Showcase Cup, donde en 16 partidos promedió 13,9 puntos y 6,4 rebotes por partido.
El 26 de diciembre firmó un contrato dual con los Detroit Pistons, dividiendo el tiempo con su filial de la NBA G League, los Motor City Cruise.
El 19 de agosto de 2024 firmó contrato por dos temporadas con los Toronto Raptors. Pero el 19 de octubre es cortado antes del inicio de la temporada, y reclamado dos días después por los Charlotte Hornets. Fue despedido el 30 de noviembre. El 8 de diciembre se unió a los Raptors 905.
El 19 de febrero de 2025 firma un contrato de 10 días con Toronto Raptors.

## Estadísticas de su carrera en la NBA

### Temporada regular
| Año     | Equipo    | PJ | PT | MPP  | %TC  | %3P  | %TL   | RPP | APP | ROB | TPP | PPP  |
| ------- | --------- | -- | -- | ---- | ---- | ---- | ----- | --- | --- | --- | --- | ---- |
| 2022-23 | Detroit   | 14 | 0  | 14.1 | .386 | .250 | 1.000 | 2.6 | .3  | .3  | .1  | 3.2  |
| 2023-24 | Detroit   | 17 | 0  | 14.4 | .500 | .387 | .625  | 1.9 | .8  | .2  | .8  | 4.9  |
| 2024-25 | Charlotte | 4  | 0  | 3.0  | .250 | .000 | -     | 1.0 | .5  | .3  | .0  | 1.0  |
| 2024-25 | Toronto   | 10 | 2  | 21.5 | .506 | .324 | .880  | 3.8 | 1.4 | .9  | .2  | 11.4 |
| Total   | Total     | 45 | 2  | 14.9 | .467 | .322 | .846  | 2.5 | .8  | .4  | .4  | 5.5  |